# Prieuré de Saint-Jean-de-Côle
Le prieuré de Saint-Jean-de-Côle a été construit au XVIe siècle et remanié au XVIIe siècle. Le prieuré (ancien), sa bibliothèque, le décor intérieur, le site archéologique, le jardin, le mur de clôture, la tour, ainsi que le moulin, son bief, la grange et les communs sont inscrits au titre des monuments historiques.

## Localisation
Le prieuré se trouve au bord de la Côle, accolé au chœur de l'église et derrière le château.

## Histoire
En 1083, Raynaud de Thiviers, évêque de Périgueux, fit construire une église et, à côté, un premier prieuré. Les premiers chanoines obéissaient à la règle de saint Augustin. Après des siècles de prospérité, le prieuré n'était plus habité que par trois moines quand la Révolution française éclata en 1789. Sous la Révolution tous les biens du prieuré sont vendus. Au cours des siècles le bâtiment a subi de nombreuses modifications. Une partie du cloître a disparu. Au plafond de la bibliothèque se trouve la reproduction, comportant des modifications, du tableau Le Ravissement de saint Paul (1643) de Nicolas Poussin.

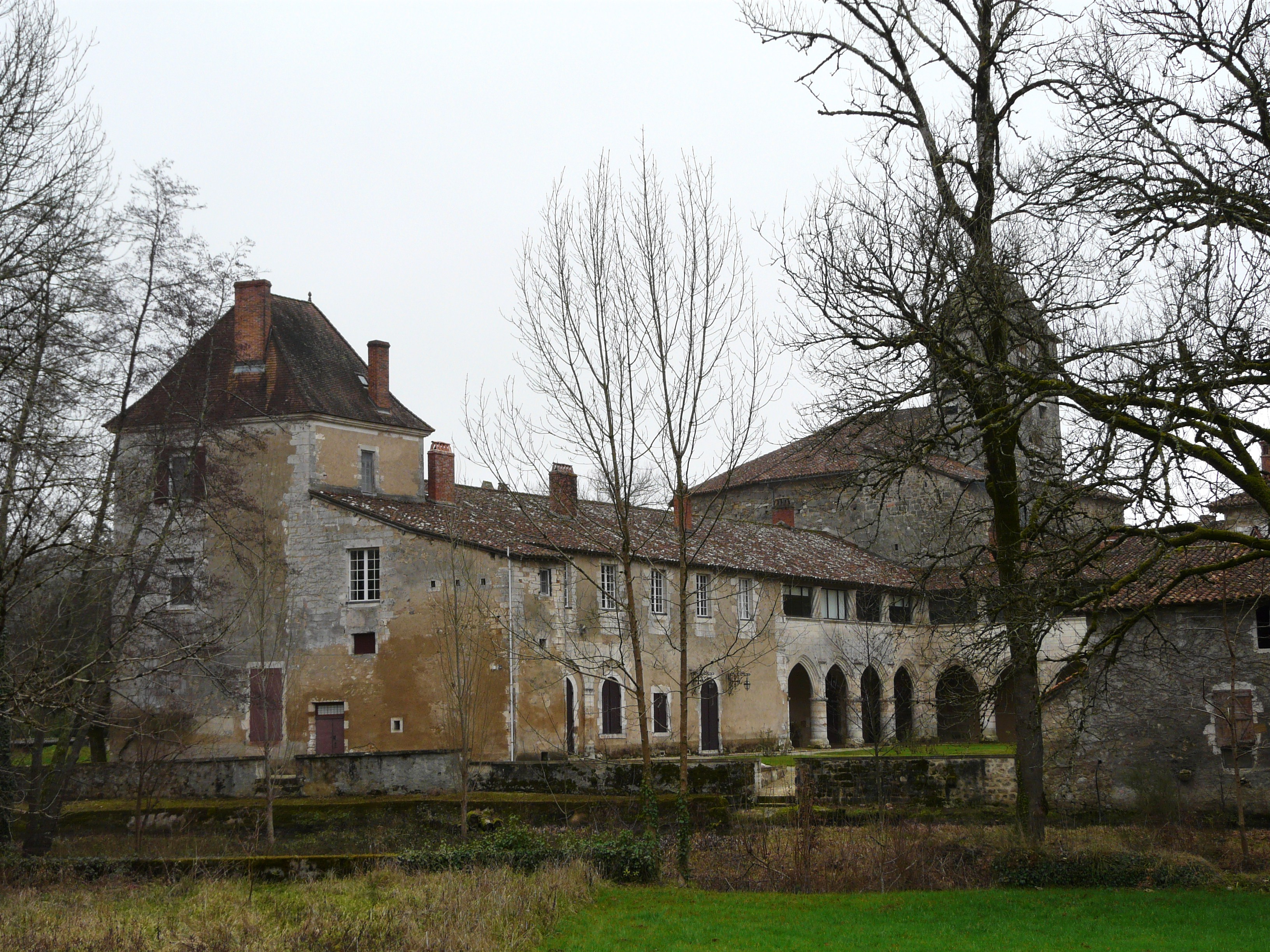
L'ancien prieuré depuis le vieux pont
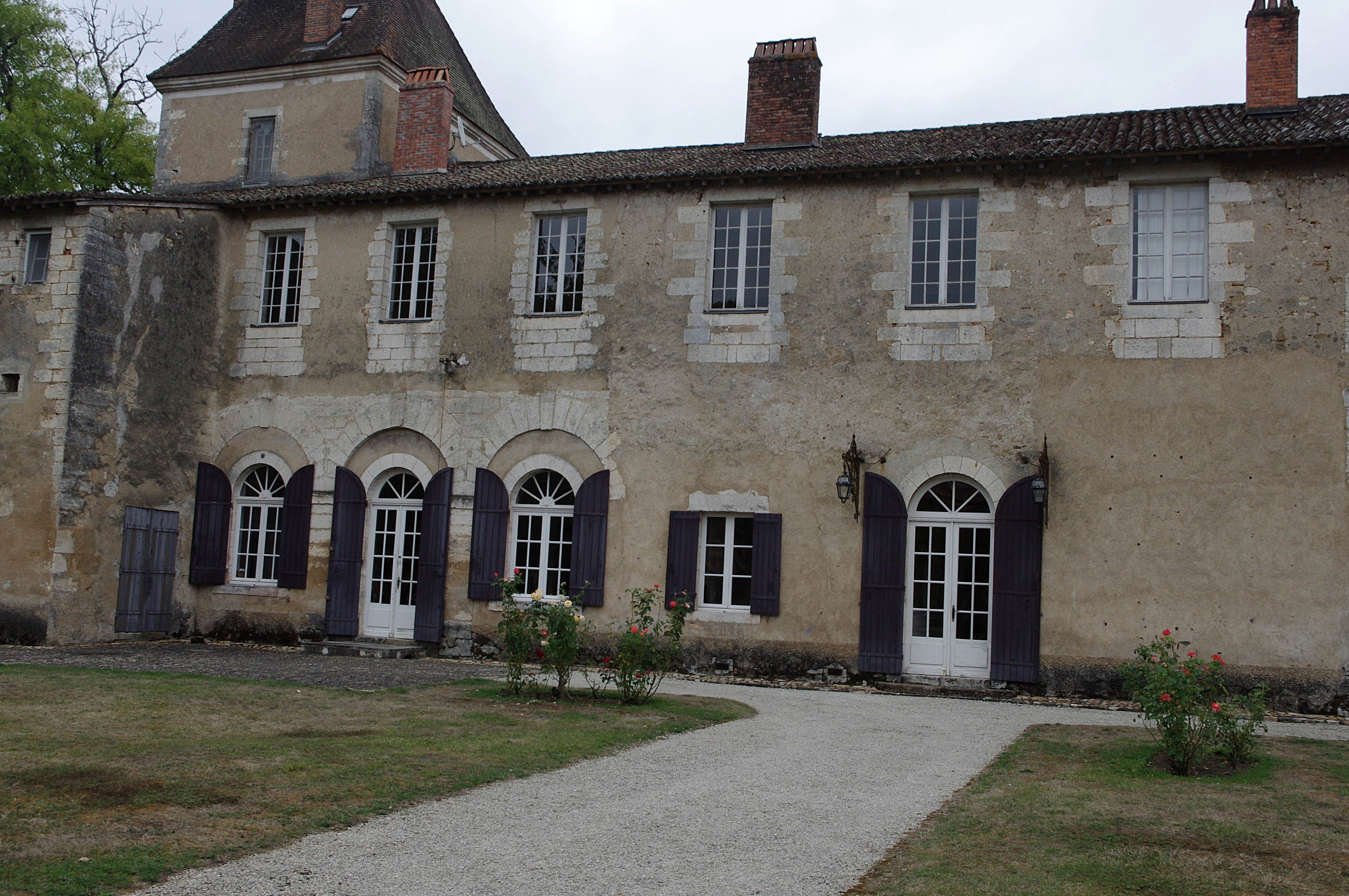
Le prieuré, côté cour
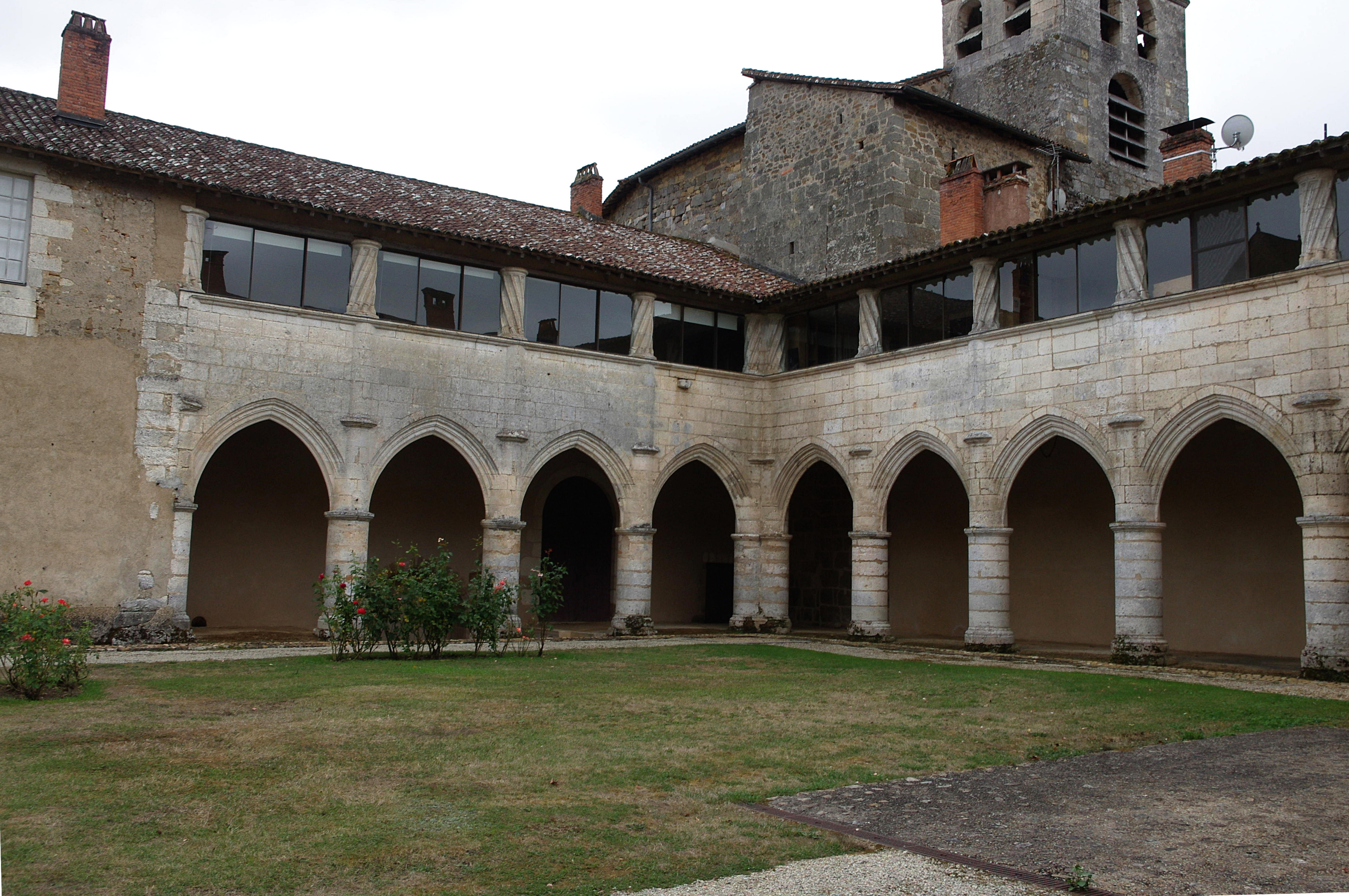
Le cloître avec le clocher de l'église
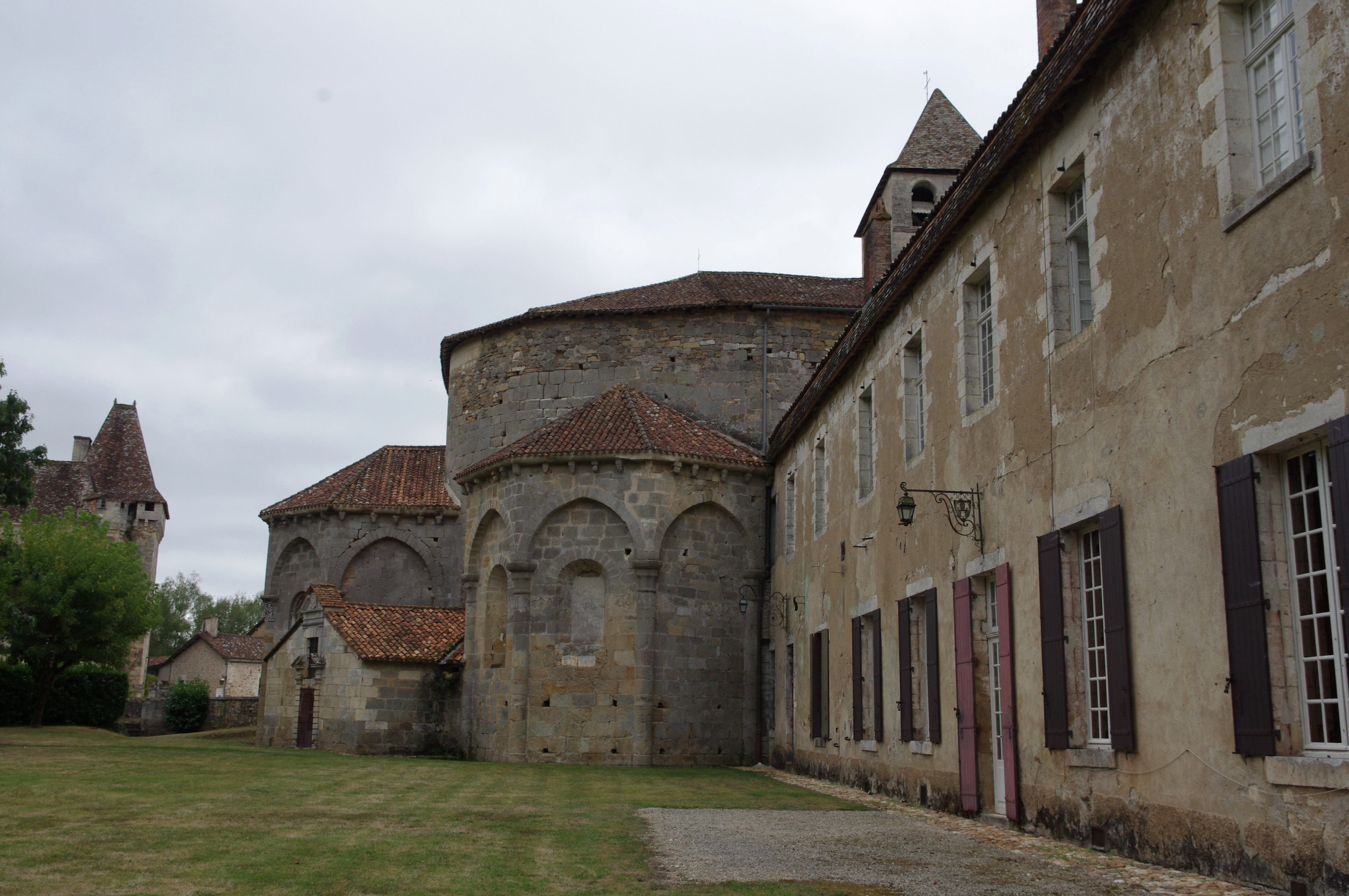
Le prieuré côté jardin avec vue sur l'église et le château de la Marthonye
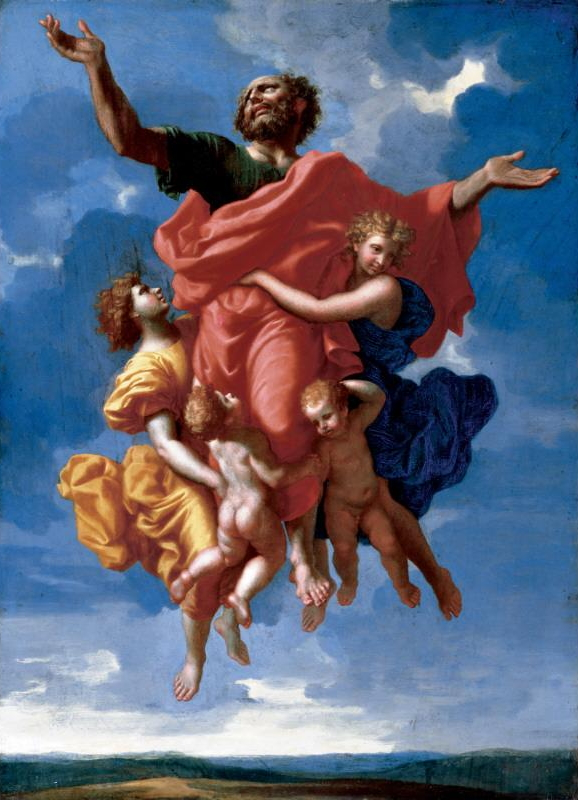
L'original du Ravissement de saint Paul au musée Ringling, Sarasota.